# Майкл Сера
Майкл О́стін Се́ра (англ. Michael Austin Cera; 7 червня 1988, Брамптон, Канада) — канадський актор, продюсер, сценарист, режисер і композитор. Номінант на премію BAFTA в категорії «Зірка, що сходить» (2009).

## Біографія
Майкл Сера народився в 1988 році в Бремптоні, провінція Онтаріо, Канада. Його батько — італієць, мати — канадійка, а дитинство Майкла пройшло разом з двома сестрами — Джордан і Моллі. Актором хлопчик вирішив стати ще в чотири роки, а до зйомок приступив у десятирічному віці.
Першими появами на екрані стали серіали «Її звали Нікіта», «Простак» (Noddy), і «Справжні діти, справжні пригоди» (Real Kids, Real Adventures). Після цього було ще кілька телевізійних стрічок і фільмів, а в 2000-му Сера взяв участь у біографічному фільмі Роберта Грінволда «Укради цей фільм» (Steal This Movie). У 2002 році Сера зіграв юного Чака Барріса у фільмі «Сповідь небезпечної людини». Протягом п'яти сезонів актор грав у культовому комедійному серіалі «Уповільнений розвиток».
У школі Майкл провчився лише до дев'ятого класу, закінчивши її екстерном — зйомки настільки займали час молодого актора, що часу на навчання зовсім не залишалося.
На Кінофестивалі в італійській Вероні в 2005-му Сера отримав приз як «виконавець найкращої чоловічої ролі» в короткометражному фільмі «Darling Darling». До цього часу Майкл вже мав досить значний ряд зіграних ролей, яких налічувалося більше двох десятків.
Однією з найкращих ролей Майкла Сера стала в 2007 році роль Полі Блікера у фільмі Джейсона Рейтмана «Джуно». За цю роботу партнерка Майкла — Еллен Пейдж (також канадійка) отримала номінацію на «Оскар». Роль недолугого школяра, який несподівано стає батьком, по-справжньому прославила Серу. До речі, в тому ж році Майклу довелося зіграти і ще в одному хітовому проєкті — грубуватій молодіжній комедії Грега Моттоли «Суперперці».
Наступного року Сера отримав головні ролі в таких молодіжних фільмах, як комедія Пітера Соллетта «Будь моїм хлопцем на 5 хвилин», і комедія Адама Джей Епштейна і Ендрю Джейкобсона «Екстремальне кіно».

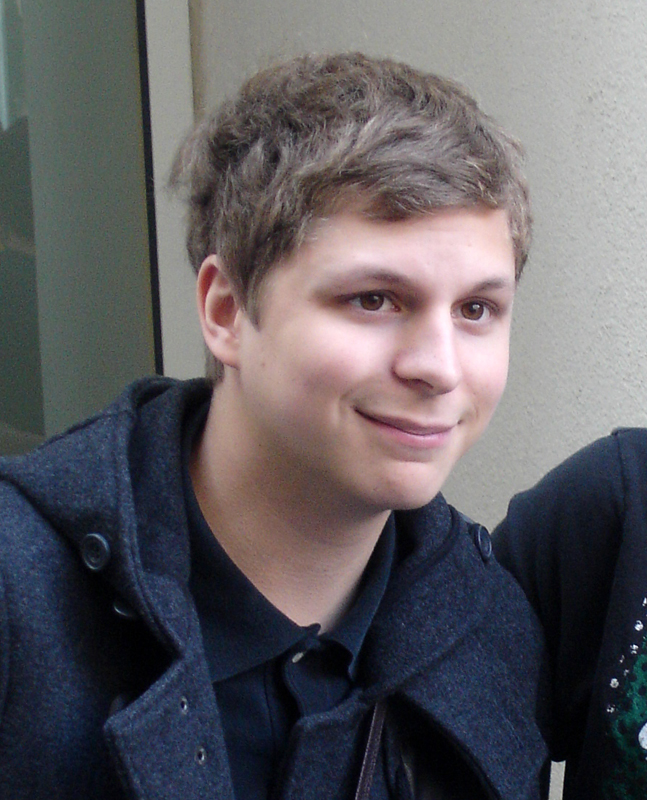
Майкл Сера, 2007 р.

У 2007 році Сера виступив як режисер, сценарист і продюсер телесеріалу «Кларк і Майкл», зігравши у ньому і головну роль. У 2010 році виконав головну роль у романтичному бойовику «Скотт Пілігрим проти світу». У 2023 році повернувся до цієї ролі, озвучивши Скотта Пілігрима в мультсеріалі «Скотт Пілігрим стає до бою».
Грав у власній музичній групі The Long Goodbye разом з актором Кларком Дьюком і Крістіаном Буенавентура. У 2014 році випустив сольний Lo-Fi альбом True That.
З 2022 по 2024 роки виконував головну роль у трагікомедійному телесеріалі «Життя і Бет». У 2023 році зіграв друга Кена, Аллана, у комедії «Барбі».
У 2025 році вперше працював із Весом Андерсоном, виконавши одну з головних ролей у його шпигунському фільмі «Фінікійська схема». Також повернувся до співпраці з Едгаром Райтом, зігравши другорядну роль повстанця в бойовику «Людина, що біжить».

## Фільмографія
| Рік       |    | Українська назва                 | Оригінальна назва                           | Роль                                                     |
| --------- | -- | -------------------------------- | ------------------------------------------- | -------------------------------------------------------- |
| 1999      | с  | Я був прибульцем з шостого класу | I Was a Sixth Grade Alien                   | Ларрейб Гікс                                             |
| 1999      | с  | Двічі в житті                    | Twice in a Lifetime                         | скейтбордист                                             |
| 1999      | с  | Нодді                            | Noddy                                       | Бутч                                                     |
| 1999      | ф  | Міняємося воротами               | Switching Goals                             | Тейлор                                                   |
| 2000      | ф  |                                  | Ultimate G’s                                | Зак                                                      |
| 2000      | ф  | Вкради цей фільм                 | Steal This Movie                            | Еббі Хоффман                                             |
| 2000      | с  | Її звали Нікіта                  | La Femme Nikita                             | Джером                                                   |
| 2000      | ф  | Радіочастота                     | Frequency                                   | Горді                                                    |
| 2000      | с  | Справжні діти, справжні пригоди  | Real Kids, Real Adventures                  | Майкл                                                    |
| 2001      | ф  | Знайомий незнайомець             | The Familiar Stranger                       | Тед Велш                                                 |
| 2001      | ф  | Моє небо Луїзіани                | My Louisiana Sky                            | Джессі Вейд Томпсон                                      |
| 2001      | ф  | Волтер і Генрі                   | Walter and Henry                            |                                                          |
| 2001      | с  |                                  | Braceface                                   | Джош                                                     |
| 2001      | с  | Док                              | Doc                                         | Макс                                                     |
| 2001      | ф  | Я був щуром                      | I Was a Rat                                 |                                                          |
| 2001      | ф  | Вкрадене диво                    | Stolen Miracle                              | Брендон                                                  |
| 2002      | ф  | Сповідь небезпечної людини       | Confessions of a Dangerous Mind             | Чак Баррис                                               |
| 2002      | ф  |                                  | Rolie Polie Olie: The Great Defender of Fun |                                                          |
| 2003      | ф  | Вихід 9                          | Exit 9                                      | Чарльз                                                   |
| 2003      | ф  |                                  | Custody of the Heart                        | Джонні Рафаель                                           |
| 2004      | ф  | Що зробила Кеті                  | What Katy Did                               | Доррі Карр                                               |
| 2005      | ф  | Люба Люба                        | Darling Darling                             | Гарольд                                                  |
| 2005      | ф  |                                  | Wayside School                              | Тод                                                      |
| 2006      | с  | Кларк і Майкл                    | Clark and Michael                           | Майкл                                                    |
| 2006      | с  | Вероніка Марс                    | Veronica Mars                               | Дін                                                      |
| 2006      | с  |                                  | Tom Goes to the Mayor                       |                                                          |
| 2007      | ф  | Суперперці                       | Superbad                                    | Еван                                                     |
| 2007      | ф  | Джуно                            | Juno                                        | Полі Блікер                                              |
| 2007      | ф  | Екстремальне кіно                | Extreme Movie                               | Фред                                                     |
| 2008      | ф  | Будь моїм хлопцем на 5 хвилин    | Nick and Norah's Infinite Playlist          | Нік                                                      |
| 2009      | ф  | Початок часів                    | Year One                                    |                                                          |
| 2009      | ф  | Паперове серце                   | Paper Heart                                 |                                                          |
| 2010      | ф  | Бунтівна юність                  | Youth in Revolt                             |                                                          |
| 2010      | ф  | Скотт Пілігрим проти світу       | Scott Pilgrim vs. the World                 | Скотт Пілігрим                                           |
| 2012      | ф  | Кінець кохання                   | The End of Love                             | Майкл                                                    |
| 2012      | ф  | Іммігрант                        | The Immigrant                               | Майкл                                                    |
| 2013      | ф  |                                  | Crystal Fairy & the Magical Cactus          | Джеймі                                                   |
| 2013      | ф  | Магія Магія                      | Magic Magic                                 | Брінк                                                    |
| 2013      | ф  | Браззавільський підліток         | Brazzaville Teen-Ager                       | Гантер                                                   |
| 2013      | ф  | Кінець світу                     | This Is the End                             | Майкл Сера                                               |
| 2013      | ф  |                                  | Failure                                     |                                                          |
| 2013      | ф  |                                  | Gregory Go Boom                             | Грегорі                                                  |
| 2013      | ф  | Сука                             | Bitch                                       |                                                          |
| 2014      | ф  |                                  | Hits                                        | Бенні                                                    |
| 2016      | ф  | Повний розковбас                 | Sausage Party                               | Баррі (голос)                                            |
| 2008—2016 | с  | Дитяча лікарня                   | Childrens Hospital                          | Сел Віскусо (голос), 62 епізоди                          |
| 2013—2016 | с  | П'яна історія                    | Drunk History                               | Andrew Jackson / Morris Cohen / John Endicott, 3 епізоди |
| 2017      | ф  | Один до одного                   | Person to Person                            | Філ                                                      |
| 2017      | ф  |                                  | Lemon                                       | Алекс                                                    |
| 2017      | мф | Lego Фільм: Бетмен               | The Lego Batman Movie                       | Робін / Дік Грейсон (голоси)                             |
| 2017      | ф  | Як бути латинським коханцем      | How to Be a Latin Lover                     | Ремі                                                     |
| 2017      | с  | Твін Пікс: Повернення            | Twin Peaks: The Return                      | Воллі Брандо, 1 епізод                                   |
| 2017      | ф  | Гра Моллі                        | Molly's Game                                | Гравець Ікс                                              |
| 2018      | ф  |                                  | Tyrel                                       | Алан                                                     |
| 2018      | ф  |                                  | Spivak                                      | Роббі Лебо                                               |
| 2018      | мс |                                  | The Shivering Truth                         | 1 епізод (голос)                                         |
| 2018      | мс |                                  | The Berenstain Bears                        | Brother Bear                                             |
| 2018      | ф  | Глорія Белл                      | Gloria Bell                                 | Пітер                                                    |
| 2019      | с  | Дивне місто                      | Weird City                                  | Тейні Клем, 1 епізод                                     |
| 2003—2019 | с  | Уповільнений розвиток            | Arrested Development                        | Джордж-Майкл Блут, 84 епізоди                            |
| 2020      | с  | Медична поліція                  | Medical Police                              | Сел Віскусо (голос)                                      |
| 2022      | с  | Життя і Бет                      | Life & Beth                                 | Джон                                                     |
| 2022      | мф | Палаючий самурай                 | Paws of Fury: The Legend of Hank            | Генк (голос)                                             |
| 2023      | ф  | Барбі                            | Barbie                                      | Аллан                                                    |
| 2023      | ф  | Сценарій сну                     | Dream Scenario                              | Трент                                                    |
| 2025      | ф  | Людина, що біжить                | The Running Man                             | Бредлі Трокмортон                                        |
| 2025      | ф  | Фінікійська схема                | The Phoenician Scheme                       | Бйорн Лунд                                               |